# أميترين

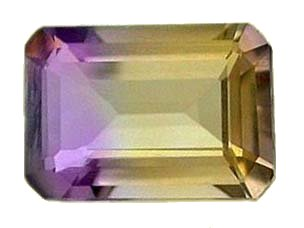
أميترين

أمترين المعروف أيضا باسم ترستين ، هو مجموعة متنوعة توجد بشكل طبيعي من الكوارتز. هو عبارة عن مزيج من حجر الجمشت والسترين، وله تدرجات لونية من الأرجواني والأصفر أو البرتقالي. تقريبا جميع أحجار الأمترين المتاحة تجاريا يتم استخراجها في بوليفيا، كما توجد بعض المكامن في البرازيل والهند.
يعود اختلاف الألوان المرئية في الأمترين إلى اختلاف حالة الأكسدة لعنصر الحديد داخل البلورة. يحدث هذا الاختلاف في درجة الأكسدة بسبب التدرج في درجة الحرارة في جميع أنحاء الكريستال خلال تشكيلها.
يمكن إنشاء أمترين الاصطناعي عن طريق المعالجة الحرارية التفاضلية لل جمشت .
هناك أسطورة تروي أن أمترين قدم أولا إلى أوروبا عن طريق هدايا أحد الفاتحين في القارة الأمريكية إلى الملكة الإسبانية، بعد أن تلقى منجم في بوليفيا كهدية عندما تزوج أميرة من قبيلة أيوريو الأم.
يمكن الافتراض أن معظم الأمترين المعروض بسعر منخفض لا يكون طبيعياً إنما من المواد الاصطناعية. تجدر الإشارة إلى أن ألوان الأخضر والأصفر أو الذهبي والأزرق في الأمترين غير موجودة بشكل طبيعي.

## اقرأ أيضاً
- كوارتز